# Cleonus
Cleonus är ett släkte av skalbaggar. Cleonus ingår i familjen vivlar.

## Dottertaxa tillCleonus, i alfabetisk ordning[1]
- Cleonus absolutus
- Cleonus acentatus
- Cleonus acerbus
- Cleonus achates
- Cleonus achatesides
- Cleonus acutipennis
- Cleonus adriaticus
- Cleonus adumbratus
- Cleonus aegyptius
- Cleonus aemulus
- Cleonus aereicollis
- Cleonus albarius
- Cleonus albicans
- Cleonus albidus
- Cleonus albinae
- Cleonus albirostris
- Cleonus albofimbriatus
- Cleonus albogilvus
- Cleonus alboguttatus
- Cleonus albolineatus
- Cleonus albotesselatus
- Cleonus albovestitus
- Cleonus albovirgatus
- Cleonus alluaudi
- Cleonus alpigradus
- Cleonus alpinus
- Cleonus altaicus
- Cleonus alternans
- Cleonus amandus
- Cleonus ambiguus
- Cleonus ambitiosus
- Cleonus amenokal
- Cleonus americanus
- Cleonus amicus
- Cleonus amoenus
- Cleonus anceps
- Cleonus anchusae
- Cleonus angularis
- Cleonus angulatus
- Cleonus angulicollis
- Cleonus angustulus
- Cleonus anxius
- Cleonus aquila
- Cleonus arabs
- Cleonus arduus
- Cleonus arenarius
- Cleonus argillaceus
- Cleonus armeniacus
- Cleonus armilagus
- Cleonus armitagei
- Cleonus armitages
- Cleonus aschabadensis
- Cleonus assamensis
- Cleonus assimilis
- Cleonus atomarius
- Cleonus atrirostris
- Cleonus atrox
- Cleonus attenuatus
- Cleonus audax
- Cleonus austerus
- Cleonus austriacus
- Cleonus axillaris
- Cleonus aztecus
- Cleonus ballioni
- Cleonus baluchicus
- Cleonus barbatus
- Cleonus barbirostris
- Cleonus bartelsi
- Cleonus bartelsii
- Cleonus basalis
- Cleonus basigranatus
- Cleonus baudii
- Cleonus beatus
- Cleonus bedeli
- Cleonus bellus
- Cleonus betavorus
- Cleonus bicarinatus
- Cleonus bicostatus
- Cleonus biguttatus
- Cleonus bilineatus
- Cleonus bimaculatus
- Cleonus bipunctatus
- Cleonus bisignatus
- Cleonus bispinus
- Cleonus blandus
- Cleonus blucheaui
- Cleonus bohemani
- Cleonus bonnairei
- Cleonus boucardi
- Cleonus brahminus
- Cleonus brevicollis
- Cleonus brevirostris
- Cleonus brevis
- Cleonus breyeri
- Cleonus brunnipes
- Cleonus bugiensis
- Cleonus buteo
- Cleonus caecus
- Cleonus caesus
- Cleonus californicus
- Cleonus callosus
- Cleonus canaliculatus
- Cleonus candidatus
- Cleonus candidulus
- Cleonus candidus
- Cleonus canescens
- Cleonus capillosus
- Cleonus carinatus
- Cleonus carinicollis
- Cleonus carinifer
- Cleonus carinirostris
- Cleonus carinulatus
- Cleonus caspicus
- Cleonus caucasicus
- Cleonus cenchrus
- Cleonus cenobita
- Cleonus chankanus
- Cleonus chevrolati
- Cleonus chilensis
- Cleonus chinensis
- Cleonus cicatricosus
- Cleonus cinctiventris
- Cleonus cinerascens
- Cleonus cinereifer
- Cleonus cinereus
- Cleonus cineritius
- Cleonus circumductus
- Cleonus clathratus
- Cleonus clatratus
- Cleonus coccus
- Cleonus coelebs
- Cleonus coelestis
- Cleonus coenobita
- Cleonus cognatus
- Cleonus collaris
- Cleonus coloradensis
- Cleonus colossus
- Cleonus comicus
- Cleonus communis
- Cleonus complanatus
- Cleonus compressicollis
- Cleonus compressithorax
- Cleonus concinnus
- Cleonus confessus
- Cleonus confluens
- Cleonus conicirostris
- Cleonus conirostris
- Cleonus connectus
- Cleonus consimilis
- Cleonus coquereli
- Cleonus cordiger
- Cleonus cordofanus
- Cleonus coriaginosus
- Cleonus corrugans
- Cleonus costatulus
- Cleonus costatus
- Cleonus costicollis
- Cleonus costipennis
- Cleonus costulatus
- Cleonus crassicornis
- Cleonus cretaceus
- Cleonus cretosus
- Cleonus crinipes
- Cleonus crispicollis
- Cleonus cristaticollis
- Cleonus cristatus
- Cleonus cristulatus
- Cleonus crotchi
- Cleonus crucifer
- Cleonus cunctus
- Cleonus curvipes
- Cleonus cylindricus
- Cleonus darwini
- Cleonus dauricus
- Cleonus dealbatus
- Cleonus declivis
- Cleonus dehaani
- Cleonus delumbis
- Cleonus densus
- Cleonus dentatus
- Cleonus denticollis
- Cleonus denticulatus
- Cleonus deportatus
- Cleonus depressus
- Cleonus desbrochersi
- Cleonus desertorum
- Cleonus deucalionis
- Cleonus dissensus
- Cleonus dissimilis
- Cleonus dissimulatus
- Cleonus distinctus
- Cleonus doctus
- Cleonus dohrni
- Cleonus dubius
- Cleonus duodecimguttatus
- Cleonus duplicarina
- Cleonus echii
- Cleonus edithae
- Cleonus ehnbergi
- Cleonus ellipticus
- Cleonus elongatus
- Cleonus emarginatus
- Cleonus emgei
- Cleonus emiliae
- Cleonus ephippium
- Cleonus ericae
- Cleonus ericeti
- Cleonus errans
- Cleonus eruditus
- Cleonus erysimi
- Cleonus eschscholtzii
- Cleonus eversmanni
- Cleonus ewersmanni
- Cleonus exanthematicus
- Cleonus exaratus
- Cleonus excavatus
- Cleonus excisus
- Cleonus exclusus
- Cleonus excoriatus
- Cleonus exiguus
- Cleonus fabricii
- Cleonus fahraei
- Cleonus faldermanni
- Cleonus fallax
- Cleonus farctus
- Cleonus farinosus
- Cleonus fasciatus
- Cleonus fascicularis
- Cleonus fasciculifer
- Cleonus fasciculosus
- Cleonus fastigiatus
- Cleonus fatuus
- Cleonus faustianus
- Cleonus favens
- Cleonus feae
- Cleonus felicitanus
- Cleonus fenestratus
- Cleonus ferdinandi
- Cleonus feritus
- Cleonus ferox
- Cleonus ferrugineus
- Cleonus figuratus
- Cleonus fimbriatus
- Cleonus finitimus
- Cleonus firmus
- Cleonus fischeri
- Cleonus fissirostris
- Cleonus flavicans
- Cleonus flaviceps
- Cleonus florentinus
- Cleonus fossulatus
- Cleonus fossus
- Cleonus foveatus
- Cleonus foveicollis
- Cleonus foveifrons
- Cleonus foveocollis
- Cleonus foveolatus
- Cleonus frater
- Cleonus frenatus
- Cleonus freyi
- Cleonus frontalis
- Cleonus frontatus
- Cleonus fronto
- Cleonus fumosus
- Cleonus funestus
- Cleonus furcatus
- Cleonus furcifrons
- Cleonus fuscifrons
- Cleonus fuscoirroratus
- Cleonus gaditanus
- Cleonus ganglbaueri
- Cleonus gebleri
- Cleonus genei
- Cleonus gibbirostris
- Cleonus gigas
- Cleonus glabratus
- Cleonus glacialis
- Cleonus glaucinus
- Cleonus glaucus
- Cleonus globifrons
- Cleonus gobianus
- Cleonus gotschi
- Cleonus gotschii
- Cleonus goutenoiri
- Cleonus graellsi
- Cleonus grammicus
- Cleonus grandirostris
- Cleonus graniferus
- Cleonus granosus
- Cleonus granulatus
- Cleonus granulosus
- Cleonus grassator
- Cleonus grigorievi
- Cleonus grilati
- Cleonus grisescens
- Cleonus grumi
- Cleonus gundaficus
- Cleonus guttatus
- Cleonus guttulatus
- Cleonus guyoti
- Cleonus gyllenhali
- Cleonus gypsatus
- Cleonus hallbergi
- Cleonus halophilus
- Cleonus hamatus
- Cleonus hammarströmi
- Cleonus hasticus
- Cleonus hasujizo
- Cleonus hedenborgi
- Cleonus helferi
- Cleonus helfori
- Cleonus hemigrammus
- Cleonus henningi
- Cleonus henningii
- Cleonus herbsti
- Cleonus heroicus
- Cleonus heros
- Cleonus hexagrammus
- Cleonus hexastichus
- Cleonus hexastictus
- Cleonus heydeni
- Cleonus hieroglyphicus
- Cleonus hirsutulus
- Cleonus hirsutus
- Cleonus hirtipes
- Cleonus hispanus
- Cleonus hohlbergi
- Cleonus hollbergi
- Cleonus hollbergii
- Cleonus hololeucus
- Cleonus hubenthali
- Cleonus humberti
- Cleonus humeralis
- Cleonus hypocrita
- Cleonus hystrix
- Cleonus ibex
- Cleonus ignobilis
- Cleonus illex
- Cleonus impeditus
- Cleonus imperialis
- Cleonus impexus
- Cleonus implicatus
- Cleonus impressicollis
- Cleonus improcerus
- Cleonus impudens
- Cleonus incanescens
- Cleonus incanus
- Cleonus incisuratus
- Cleonus indicus
- Cleonus inducens
- Cleonus indutus
- Cleonus innocuus
- Cleonus inornatus
- Cleonus insculpturatus
- Cleonus insignis
- Cleonus insolens
- Cleonus insubidus
- Cleonus insulanus
- Cleonus insularis
- Cleonus interruptus
- Cleonus interstinctus
- Cleonus interstitialis
- Cleonus invidus
- Cleonus irroratus
- Cleonus isochromus
- Cleonus ithae
- Cleonus jacobinus
- Cleonus jacobsoni
- Cleonus jakovlevi
- Cleonus japonicus
- Cleonus jekeli
- Cleonus johannis
- Cleonus jouravliowi
- Cleonus jucundus
- Cleonus junki
- Cleonus kahirinus
- Cleonus karelini
- Cleonus kilimanus
- Cleonus kindermanni
- Cleonus kirbyi
- Cleonus kirguisicus
- Cleonus kittaryi
- Cleonus kobdoanus
- Cleonus korbi
- Cleonus korini
- Cleonus korinii
- Cleonus kozlovi
- Cleonus köppeni
- Cleonus labilis
- Cleonus lacerta
- Cleonus lacrimans
- Cleonus lacrimosus
- Cleonus lactuosus
- Cleonus lacunosus
- Cleonus lagopus
- Cleonus lannoides
- Cleonus lateralis
- Cleonus latirostris
- Cleonus latus
- Cleonus lecontei
- Cleonus lecontellus
- Cleonus lehmanni
- Cleonus lejeuni
- Cleonus lentus
- Cleonus leprosus
- Cleonus lethierryi
- Cleonus leucographus
- Cleonus leucomelanus
- Cleonus leucomelas
- Cleonus leucophaeus
- Cleonus leucophyllus
- Cleonus leucopterus
- Cleonus leucosiae
- Cleonus leucostis
- Cleonus libanicus
- Cleonus libitinarius
- Cleonus limbifer
- Cleonus limis
- Cleonus limpidus
- Cleonus lineirostris
- Cleonus lineiventris
- Cleonus lineolatus
- Cleonus litigiosus
- Cleonus livingstoni
- Cleonus lobatus
- Cleonus lobigerinus
- Cleonus longulus
- Cleonus longus
- Cleonus loquans
- Cleonus lucasi
- Cleonus lucrans
- Cleonus luctuosus
- Cleonus lugens
- Cleonus luigionii
- Cleonus luscus
- Cleonus lutatentus
- Cleonus lutosus
- Cleonus lutulentus
- Cleonus luxeri
- Cleonus luxorii
- Cleonus lymphatus
- Cleonus macilentus
- Cleonus maculicollis
- Cleonus maculipes
- Cleonus major
- Cleonus mannerheimi
- Cleonus maresi
- Cleonus margaritifer
- Cleonus margaritiferus
- Cleonus margelanicus
- Cleonus marginatus
- Cleonus margineguttatus
- Cleonus marginicollis
- Cleonus maritimus
- Cleonus marmoratus
- Cleonus marmottani
- Cleonus martini
- Cleonus martorellii
- Cleonus mauritanicus
- Cleonus medus
- Cleonus megalographus
- Cleonus melancholicus
- Cleonus melandarius
- Cleonus melogrammus
- Cleonus mendicus
- Cleonus menetriesi
- Cleonus meridionalis
- Cleonus mesopotamicus
- Cleonus mexicanus
- Cleonus microgrammus
- Cleonus miegi
- Cleonus mimosae
- Cleonus miscellaneus
- Cleonus miscellus
- Cleonus misellus
- Cleonus mitis
- Cleonus mixtus
- Cleonus modestus
- Cleonus moerens
- Cleonus molitor
- Cleonus mongolicus
- Cleonus montalbicus
- Cleonus montivagus
- Cleonus morbillosus
- Cleonus mucidus
- Cleonus multicostatus
- Cleonus munieri
- Cleonus murinus
- Cleonus mus
- Cleonus musculinus
- Cleonus musculus
- Cleonus namaquae
- Cleonus nanus
- Cleonus napoleonis
- Cleonus nasutus
- Cleonus natalensis
- Cleonus nebulosus
- Cleonus nepotalis
- Cleonus nigrivittis
- Cleonus nigrocinctus
- Cleonus niveus
- Cleonus nomas
- Cleonus nossibianus
- Cleonus novaki
- Cleonus nubeculosus
- Cleonus nubiculosus
- Cleonus nubilus
- Cleonus obesulus
- Cleonus obliquans
- Cleonus obliquatus
- Cleonus obliquivittis
- Cleonus obliquus
- Cleonus obliteratus
- Cleonus oblongus
- Cleonus obnoxius
- Cleonus obsoletefasciatus
- Cleonus obsoletus
- Cleonus obvius
- Cleonus occultus
- Cleonus ocellatus
- Cleonus octosignatus
- Cleonus ocularis
- Cleonus oculatus
- Cleonus oculiventris
- Cleonus omogeron
- Cleonus ophinotus
- Cleonus ophthalmicus
- Cleonus opimus
- Cleonus opportunus
- Cleonus orbitalis
- Cleonus orientalis
- Cleonus ornatus
- Cleonus oryx
- Cleonus ovulum
- Cleonus pacificus
- Cleonus paganus
- Cleonus palaestinus
- Cleonus pallasi
- Cleonus pallasii
- Cleonus palmatus
- Cleonus palumbus
- Cleonus panderi
- Cleonus paradoxus
- Cleonus parallelocollis
- Cleonus parallelus
- Cleonus parreyssi
- Cleonus partitus
- Cleonus parvulus
- Cleonus pasticus
- Cleonus pauper
- Cleonus pelleti
- Cleonus peregrinus
- Cleonus perforatus
- Cleonus peringueyi
- Cleonus perlatus
- Cleonus permutatus
- Cleonus perofskyi
- Cleonus perovskyi
- Cleonus perscitus
- Cleonus persicus
- Cleonus persimilis
- Cleonus perturbans
- Cleonus picipes
- Cleonus pictus
- Cleonus pilipes
- Cleonus pilosellus
- Cleonus pilosus
- Cleonus pistor
- Cleonus placidus
- Cleonus planidorsis
- Cleonus planimanus
- Cleonus planirostris
- Cleonus pleuralis
- Cleonus pleurocleonoides
- Cleonus plicatus
- Cleonus plumbeicollis
- Cleonus plumbeus
- Cleonus plumosus
- Cleonus pochardi
- Cleonus podolicus
- Cleonus polii
- Cleonus porcatus
- Cleonus poricollis
- Cleonus porosus
- Cleonus postumus
- Cleonus potanini
- Cleonus praepotens
- Cleonus prolixus
- Cleonus proximus
- Cleonus pruinosus
- Cleonus przewalskyi
- Cleonus pseudobliquus
- Cleonus puberulus
- Cleonus pudendus
- Cleonus pudicus
- Cleonus pulchellus
- Cleonus pullus
- Cleonus pulvereus
- Cleonus pulverulentus
- Cleonus puncticollis
- Cleonus punctiventris
- Cleonus punctum
- Cleonus pusillus
- Cleonus pusio
- Cleonus pustulosus
- Cleonus pygmaeus
- Cleonus pyrrhae
- Cleonus quaditanus
- Cleonus quadraticollis
- Cleonus quadratithorax
- Cleonus quadriguttulus
- Cleonus quadrilineatus
- Cleonus quadrimaculatus
- Cleonus quadrivittatus
- Cleonus quagga
- Cleonus raymondi
- Cleonus reitteri
- Cleonus renardi
- Cleonus retusus
- Cleonus rhaphilineus
- Cleonus riffensis
- Cleonus roddi
- Cleonus roridus
- Cleonus rubrifrons
- Cleonus rufirostris
- Cleonus rufulus
- Cleonus rugifer
- Cleonus ruginodis
- Cleonus rugosus
- Cleonus rungsi
- Cleonus sabulosus
- Cleonus saginatus
- Cleonus sahlbergi
- Cleonus saintpierrei
- Cleonus salebrosicollis
- Cleonus samaritanus
- Cleonus samsonovi
- Cleonus samsonovii
- Cleonus samsonowii
- Cleonus sannio
- Cleonus sansibaricus
- Cleonus sardous
- Cleonus sareptanus
- Cleonus sareptensis
- Cleonus saucerottei
- Cleonus scabricollis
- Cleonus scabrithorax
- Cleonus scabrosus
- Cleonus scalaris
- Cleonus scalptus
- Cleonus schach
- Cleonus schenklingi
- Cleonus schoenherri
- Cleonus schonherri
- Cleonus schrencki
- Cleonus schrenkii
- Cleonus schultzei
- Cleonus scriptus
- Cleonus scrobicollis
- Cleonus sculptissimus
- Cleonus scutellatus
- Cleonus scutiventris
- Cleonus securus
- Cleonus sedakoffi
- Cleonus sedakori
- Cleonus sedakovi
- Cleonus sedakowi
- Cleonus seductus
- Cleonus segnis
- Cleonus sellatus
- Cleonus semenovi
- Cleonus semicostatus
- Cleonus senectus
- Cleonus senegalensis
- Cleonus senilis
- Cleonus seriegranosus
- Cleonus serieguttulatus
- Cleonus setinasus
- Cleonus seurati
- Cleonus sexguttatus
- Cleonus sexmaculatus
- Cleonus shareipoffi
- Cleonus siculus
- Cleonus signatellus
- Cleonus signaticollis
- Cleonus signifer
- Cleonus sijazovi
- Cleonus simplex
- Cleonus simulans
- Cleonus sinuatus
- Cleonus sollicitus
- Cleonus solutus
- Cleonus songaricus
- Cleonus sordidus
- Cleonus sparmanni
- Cleonus sparsiformis
- Cleonus sparsus
- Cleonus spicatus
- Cleonus spinipennis
- Cleonus spinosus
- Cleonus spissus
- Cleonus squalidus
- Cleonus steveni
- Cleonus stigma
- Cleonus stillatus
- Cleonus strabus
- Cleonus stratus
- Cleonus striatellus
- Cleonus striolatus
- Cleonus structor
- Cleonus subcylindricus
- Cleonus subcylindrus
- Cleonus subfuscus
- Cleonus subsignatus
- Cleonus suffusus
- Cleonus suillus
- Cleonus sulcicollis
- Cleonus sulcirostris
- Cleonus sulphurifer
- Cleonus superciliosus
- Cleonus surdus
- Cleonus suspiciosus
- Cleonus suturalis
- Cleonus tabidus
- Cleonus taciturnus
- Cleonus tardus
- Cleonus tekkensis
- Cleonus tenebrosus
- Cleonus teretirostris
- Cleonus tesselatus
- Cleonus testatus
- Cleonus tetragrammus
- Cleonus texanus
- Cleonus theryi
- Cleonus thibetanus
- Cleonus thoracicus
- Cleonus thunbergi
- Cleonus tibetanus
- Cleonus tibeticus
- Cleonus tibialis
- Cleonus timidus
- Cleonus tomentosus
- Cleonus torosus
- Cleonus torpescus
- Cleonus tricarinatus
- Cleonus trifasciatus
- Cleonus trisulcatus
- Cleonus trivittatus
- Cleonus tropicus
- Cleonus tshuicus
- Cleonus tuberculatus
- Cleonus turbatus
- Cleonus turbinatus
- Cleonus turcomanicus
- Cleonus umbrosus
- Cleonus uniformis
- Cleonus vagabundus
- Cleonus wagae
- Cleonus vagesignatus
- Cleonus vagus
- Cleonus waldheimi
- Cleonus variegatus
- Cleonus variolosus
- Cleonus varius
- Cleonus vasquezi
- Cleonus vehemens
- Cleonus weisei
- Cleonus velatus
- Cleonus venustus
- Cleonus verecundus
- Cleonus verestshagini
- Cleonus verrucicollis
- Cleonus verrucosus
- Cleonus versutus
- Cleonus vestitus
- Cleonus vetustus
- Cleonus vexatus
- Cleonus vibex
- Cleonus wickhami
- Cleonus virgatus
- Cleonus virginalis
- Cleonus virgo
- Cleonus vittatus
- Cleonus vittiger
- Cleonus volvulus
- Cleonus vulneratus
- Cleonus zebra